# Carl Riemann
Carl Riemann, auch Karl Riemann (* 4. September 1785 in Schwerin; † 7. Mai 1843 in Boizenburg) war ein deutscher evangelisch-lutherischer Geistlicher.

## Leben
Carl Riemann war der ältere Sohn des zum Zeitpunkt seiner Geburt als Kantor tätigen Friedrich Justus Gottlob Riemann (1752–1809) und der Pastorentochter Luise Karoline geb. Schmideke (1757–1827). Heinrich Riemann war sein jüngerer Bruder.
Er wuchs auf dem damals zu Mecklenburg-Strelitz gehörenden Domhof Ratzeburg auf. Sein Vater war erst Konrektor, dann ab 1789 Rektor der Domschule. Mit der Berufung des Vaters zum Pastor der St. Laurentiuskirche 1801 zog die Familie nach Schönberg (Mecklenburg).
Nach Abschluss der Domschule in Ratzeburg 1803, wo ihn besonders Johann Wilhelm Bartholomäus Rußwurm prägte, studierte Riemann Evangelische Theologie an der Friedrichs-Universität Halle. Ostern 1806, vor der Erstürmung der Stadt im Oktober durch französische Truppen und der Schließung der Universität, schloss er sein Studium ab. Er ging zunächst zu seinem Onkel, der Pfarrer in Berga (Kyffhäuser) war, und war kurzzeitig für den Grafen Wilhelm zu Stolberg-Roßla als Dolmetscher und Prediger in Roßla tätig. Im Sommer 1806 kehrte er nach Mecklenburg zurück und war, wie damals üblich, als Hauslehrer tätig, unter anderem im Haushalt des Landdrosten von Wendland in Schwerin für dessen Stiefsöhne. Anfang 1813 erhielt er die Berufung zum Konrektor der Domschule Ratzeburg, gab dieses Amt aber schon nach kurzer Zeit auf, um ab April in den Befreiungskriegen als Feldprediger der Mecklenburgischen Freiwilligen Jäger zu dienen. Mit ihnen erlebte er die verlustreiche Schlacht bei Sehestedt im Dezember 1813. Im September 1814 erhielt er seinen Abschied.
1815 wurde er Pastor und Präpositus in Boizenburg. Ab 1818 veröffentlichte er zahlreiche Artikel im Freimüthigen Abendblatt. Von 1818 bis 1821 wohnte sein Bruder Heinrich Arminius bei ihm, der wegen seiner burschenschaftlichen Aktivitäten von der Demagogenverfolgung betroffen war. 1835 war er Gründungsmitglied des Vereins für mecklenburgische Geschichte und Altertumskunde.
Ab 1826 war er in kinderloser Ehe verheiratet mit Sophie, geb. Dreves, verwitwete Werner.

## Werke
- Feldgesangbuch für die beiden Herzoglich Mecklenburg-Schwerinschen Freiwilligen Jäger-Corps. 1813
- (posthum) Fünfzehn Predigten. Boizenburg 1844